# Central & South Norfolk Football League
De Central and South Norfolk Football League is een Engelse regionale voetbalcompetitie. De hoogste divisie bevindt zich op het 18de niveau in de Engelse voetbalpyramide en heeft in totaal vier divisies. De kampioen promoveert naar de Anglian Combination.